# Prochalia
Prochalia é um gênero de mariposa pertencente à família Acrolophidae.